# 如月かずさ
如月かずさ（きさらぎ かずさ、1983年 - ）は、日本の児童文学作家。
群馬県桐生市生まれ。桐生市立西小学校、桐生市立西中学校、群馬県立桐生高等学校、東京大学教養学部（表象文化論）卒業。東京大学大学院総合文化研究科博士課程単位取得退学。2009年『サナギの見る夢』で第49回講談社児童文学新人賞佳作、『ミステリアス・セブンス―封印の七不思議』で第7回ジュニア冒険小説大賞、2011年『カエルの歌姫』で第45回日本児童文学者協会新人賞を受賞。

## 著書
- 『サナギの見る夢』講談社 2009
- 『ミステリアス・セブンス 封印の七不思議』佐竹美保絵 岩崎書店 2009
- 『カエルの歌姫』講談社 2011
- 『ラビットヒーロー』講談社 2012
- 『シンデレラウミウシの彼女』講談社 2013
- 『パペット探偵団事件ファイル』柴本翔絵 偕成社
  1. 『パペット探偵団におまかせ!』 2013
  2. 『パペット探偵団をよろしく!』 2013
  3. 『パペット探偵団のミラクルライブ!』 2014
  4. 『パペット探偵団となぞの新団員』 2017
- 『怪盗王子チューリッパ!』柴本翔絵 偕成社
  1. （サブタイトル無し）2015
  2. 『まぼろし城の冒険』2016
  3. 『怪盗王の挑戦状』2017
- 『なのだのノダちゃん』はたこうしろう絵 小峰書店
  1. 『ふしぎなコウモリガサ』 2015
  2. 『ひみつのわくわく七ふしぎ』 2016
  3. 『まほうの自由研究』 2017
  4. 『おねがい 流れ星』 2020
  5. 『おもちゃの国へようこそ』 2021
  6. 『びっくり図書館』 2022
- 『交番のヒーロー おしごとのおはなし警察官』田中六大絵 講談社 シリーズおしごとのおはなし 2016
- 『たんじょう会はきょうりゅうをよんで』石井聖岳絵 講談社 2018
- 『声優さんっていいな おしごとのおはなし声優』サトウユカ絵 講談社 シリーズおしごとのおはなし 2018
- 『ふたりはとっても本がすき!』いちかわなつこ絵 小峰書店 2018
- 『給食アンサンブル』1-2 五十嵐大介絵 光村図書出版 2018-2022
- 『よわむしトトといのちの石 どうぶつのかぞく アフリカゾウ』 田中六大絵 今泉忠明監修 講談社 シリーズどうぶつのかぞく 2019
- 『ミッチの道ばたコレクション』コマツシンヤ絵 偕成社
  1. 『セミクジラのぬけがら』2019
  2. 『ドラねこまじんのボタン』2020
  3. 『うたうラッパ貝がら』2021
- 『七不思議探偵アマデウス! 1 モーツァルトはミステリーがお好き?』亜沙美絵 静山社 2019
- 『ルキとユリーカのびっくり発明びより』柴本翔絵 講談社 2019
- 『スペシャルQトなぼくら』たなか絵 講談社 2022
- 『まほうのアブラカタブレット』イシヤマアズサ絵 PHP研究所 2023
- 『ほんとにともだち?』高橋和枝絵 小峰書店 2024

### 共著
- 『告白 YA!アンソロジー』小林深雪、石川宏千花、福田隆浩、河合二湖共著 講談社YA!ENTERTAINMENT 2012
- 『卒業 YA!アンソロジー』小林深雪、石川宏千花、河合二湖、福田隆浩共著 講談社YA!ENTERTAINMENT 2012
- 『あまからすっぱい物語 1 初恋の味』濱野京子、吉田純子、いとうみく、赤羽じゅんこ共著 日本児童文学者協会編 小学館 2016
- 『14歳 YA!アンソロジー』小林深雪、みうらかれん、安田夏菜、市川朔久子共著 講談社 YA!ENTERTAINMENT 2016
- 『SNS炎上』長江優子、鎌倉ましろ共著 金の星社 NHKオトナヘノベル 2017
- 『君色パレット 多様性をみつめるショートストーリー3 SNSで繋がるあの人』おおぎやなぎちか、朝比奈あすか、佐藤まどか共著 佳奈絵 岩崎書店 2022
- 『YA!ジェンダーフリーアンソロジー TRUE Colors』小林深雪、にかいどう青、長谷川まりる、水野瑠見、菅野雪虫共著 鎌谷悠希絵 YA!ENTERTAINMENT 2023
- 『ひみつの相関図ノート』 望月麻衣、神戸遥真、もえぎ桃、宮下恵茉、地図十行路、松素めぐり、にかいどう青共著 ポプラ社 2024